# Eduardo da Conceição Maciel
Eduardo da Conceição Maciel (* 12. November 1986 in Nova Iguaçu) ist ein ehemaliger brasilianischer Fußballspieler.

## Karriere
Eduardo begann seine Karriere 2005 beim japanischen Erstligisten Nagoya Grampus Eight. Sommer 2005 kehrte er nach Brasilien zurück und unterschrieb einen Vertrag bei SC Corinthians Alagoano. 2006 wechselte er zum Erstligisten Botafogo FR. 2007 erreichte er mit dem Verein das Halbfinale des Copa do Brasil. Sommer 2008 wechselte er nach Europa. Hier unterschrieb er einen Vertrag beim deutschen Zweitligisten Rot Weiss Ahlen. Danach spielte er bei Preussen TV Werl. 2010 wechselte er zum polnischen Zweitligisten OKS Stomil Olsztyn. Von 2012 bis 2014 spielte er beim libanesischen Al-Akhaa al-Ahli Aley und bahrainischen Al-Riffa SC. Mit Al-Riffa wurde er 2013/14 bahrainischer Meister. 2014 wechselte er zum aserbaidschanischen AZAL PFK Baku. 2015 wechselte er zu Zirə FK.

## Erfolge
Al-Riffa SC
- Bahrainischer Meister: 2013/14